# Fauna de Catalunya

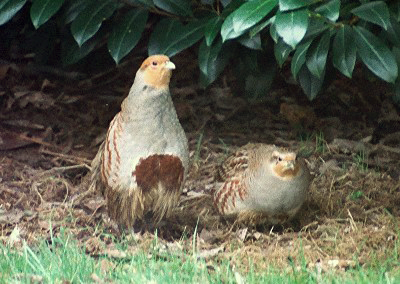
Les perdius xerres són uns dels ocells comuns a Catalunya.

La fauna de Catalunya es compon, a grans trets, d'una combinació d'una minoritat d'animals endèmics de la regió i una majoritat d'animals que també són presents en altres indrets. Gran part del Principat de Catalunya gaudeix d'un clima mediterrani (exceptuant les regions de muntanya), cosa que fa que molts dels animals que hi viuen siguen adaptats als ecosistemes mediterranis. Les activitats humanes han posat en perill la biodiversitat animal de Catalunya, posant algunes espècies en perill i extingint-ne d'altres, com ara el llop gris o probablement l'os bru. A més, el govern també ha delimitat zones protegides per tal de conservar la riquesa natural de Catalunya.

## Característiques dels ecosistemes catalans

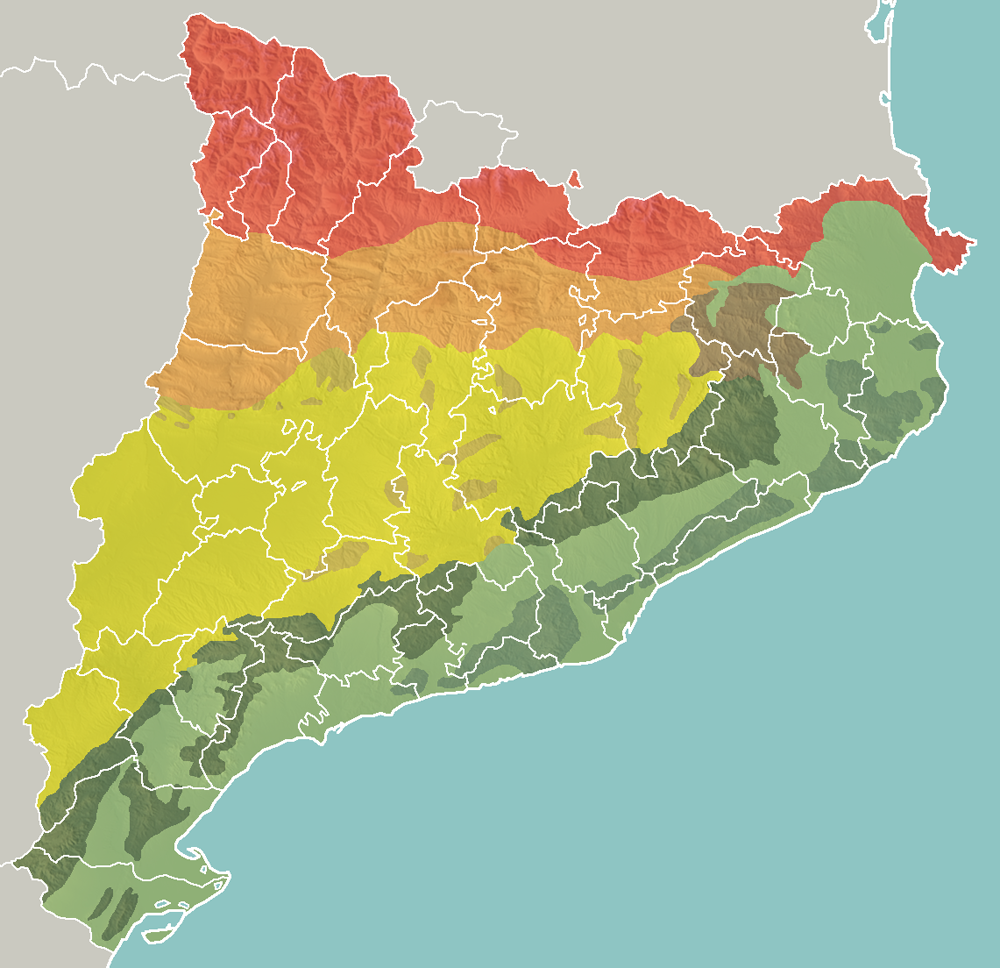
Unitats orogràfiques de Catalunya.

Catalunya es troba en la seva totalitat dins la zona paleàrtica, la més extensa de les vuit ecozones en què es divideix la superfície de la Terra. Dins la zona paleàrtica, Catalunya forma part de l'ecoregió de la conca del Mediterrani, com altres parts del sud d'Europa, el nord d'Àfrica i l'extrem occidental d'Àsia. En aquesta ecoregió, els hiverns són generalment suaus i plujosos, i els estius són calorosos i secs. El mosaic de boscos i matollars d'aquesta ecoregió alberguen 13.000 espècies endèmiques diferents. Tanmateix, la conca del Mediterrani també és una de les regions biogeogràfiques més amenaçades del món; només en queda un 4% de la vegetació original de la regió, i les activitats humanes, incloent-hi la sobrepastura, la desforestació, i la transformació de terres per crear pastures, conreus o urbanitzacions han degradat gran part de la regió. Antigament, la regió estava coberta en gran part de boscos i matollars, però la intensa acció dels humans ha reduït la majoria de la regió a les zones de vegetació esclerofil·la conegudes com a txaparrals, matollars, màquies o garrigues. Conservation International ha assenyalat la conca del Mediterrani com un dels punts claus de la biodiversitat.

## Rèptils i amfibis
Moltes espècies d'aquest grup han quedat reduïdes a poblacions petites i fragmentades, altres subsisteixen sense gaires problemes. Són espècies amb poques capacitats de migració i per tant, molt vulnerables als incendis, com per exemple la tortuga mediterrània. En canvi, les espècies aquàtiques pateixen la contaminació de l'aigua i la competència d'espècies exòtiques invasores, com és el cas de la granota, la serp d'aigua, la tortuga d'estany i la tortuga de rierol.

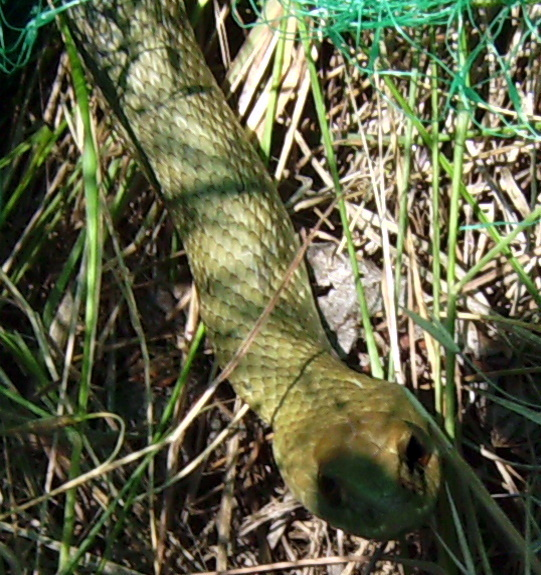
Aquesta serp verda es trobava en un cirerer probablement intentant caçar els ocells que s'hi atansaven.

La serp blanca o ratllada (Rhinechis scalaris) és una espècie de serp que es troba a l'illa de Menorca, a la costa mediterrània de la França continental i per tota la península Ibèrica excepte al nord.
La serp verda, o colobra bastarda (Malpolon monspessulanus) és la serp de més grans proporcions de la herpetofauna de Catalunya. Hi ha exemplars adults que ultrapassen dos metres del cap a la cua. És una serp força termòfila, que es localitza preferentment a la terra baixa, on ocupa diversos biòtops que comprenen els pedregars, matollars, llindars de boscos, conreus, etc. Ocasionalment també es pot trobar dins d'àrees urbanes, especialment en els barris perifèrics. De fet, se la pot trobar des d'indrets secs i calorosos com són els de la zona de Lleida fins a ambients costaners molt més humits (Delta de l'Ebre, Aiguamolls de l'Empordà, Delta del Llobregat, etc.).

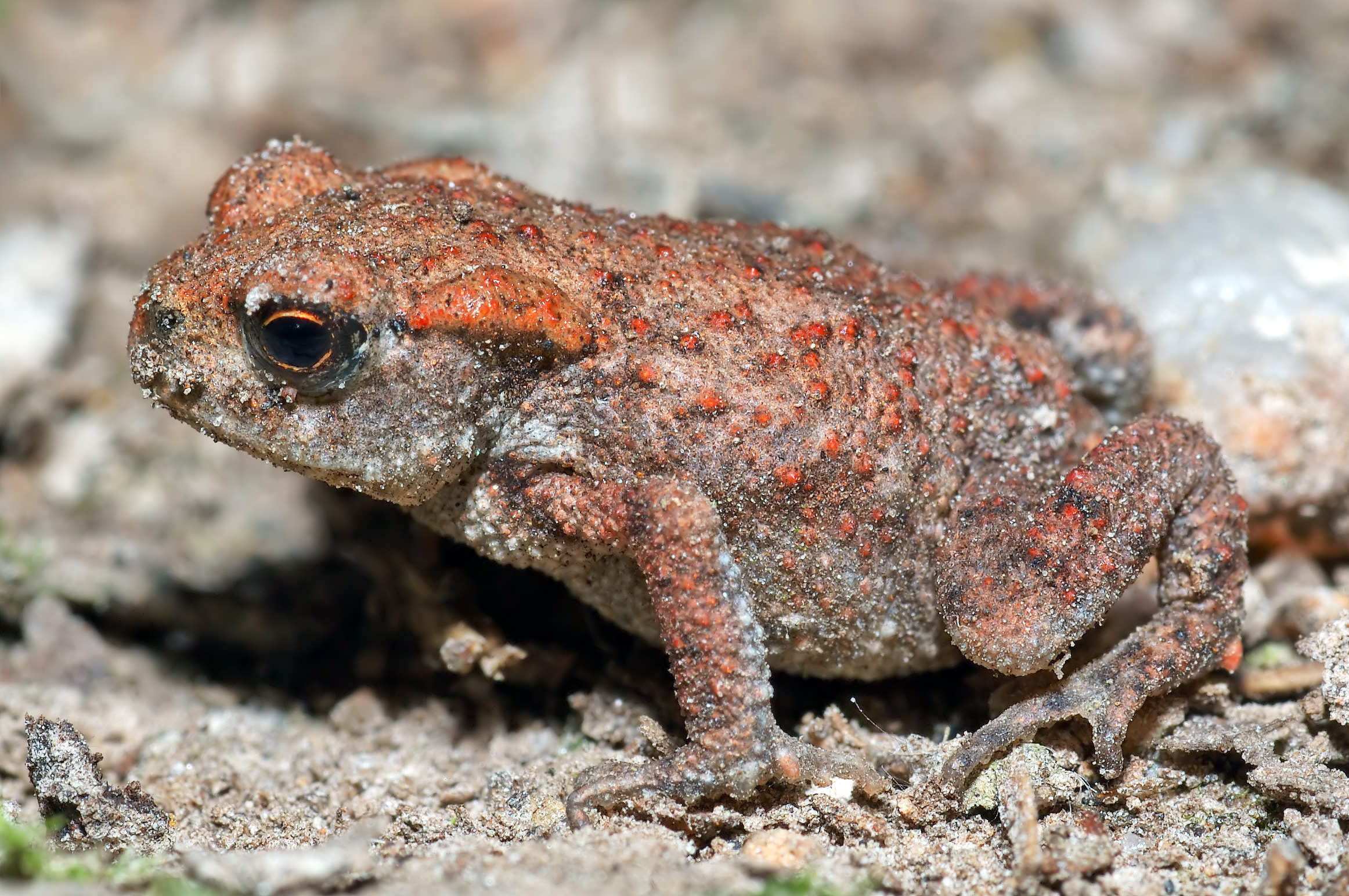
Gripau comú de dos mesos d'edat.

L'escurçó ibèric està absent a Andorra i les Balears, es troba a les serralades litorals i interiors del País Valencià i les comarques de Lleida, Tarragona i centre i sud de Barcelona.
El gripau d'esperons, tot i que hom el pot trobar en altres indrets, prefereix els terrenys sorrencs prop o força lluny de l'aigua, on només acudeix durant l'època de reproducció.
Llevat de la zona septentrional muntanyenca, es distribueix de manera discontínua per tot Catalunya, preferentment en aquells indrets on el sòl és sorrenc o bé en terres poc consistents o esponjoses.
Els seus hàbits són crepusculars i nocturns i, llevat de l'època reproductora, és bàsicament terrestre. No és rar que, després d'una època de pluges sovintejades, hom pugui veure gran nombre de gripaus d'esperons bo i junts, formant masses que encatifen el sòl.
El gripau comú és essencialment terrestre i nocturn, però també se'l pot observar de dia, sobretot després d'haver plogut. És una forma ubiqüista que es troba amb abundor tant a la plana com a les zones muntanyenques de tot el Principat de Catalunya (des del nivell del mar fins als 2.500 m). Només manca a la plana central de Lleida i als Pirineus per sobre de l'altitud esmentada.
Amb tot, a les zones d'horta s'observa una certa regressió, causada probablement per l'ús desmesurat d'insecticides, que el priven de les seues preses alhora que l'afecten directament en engolir insectes emmetzinats.

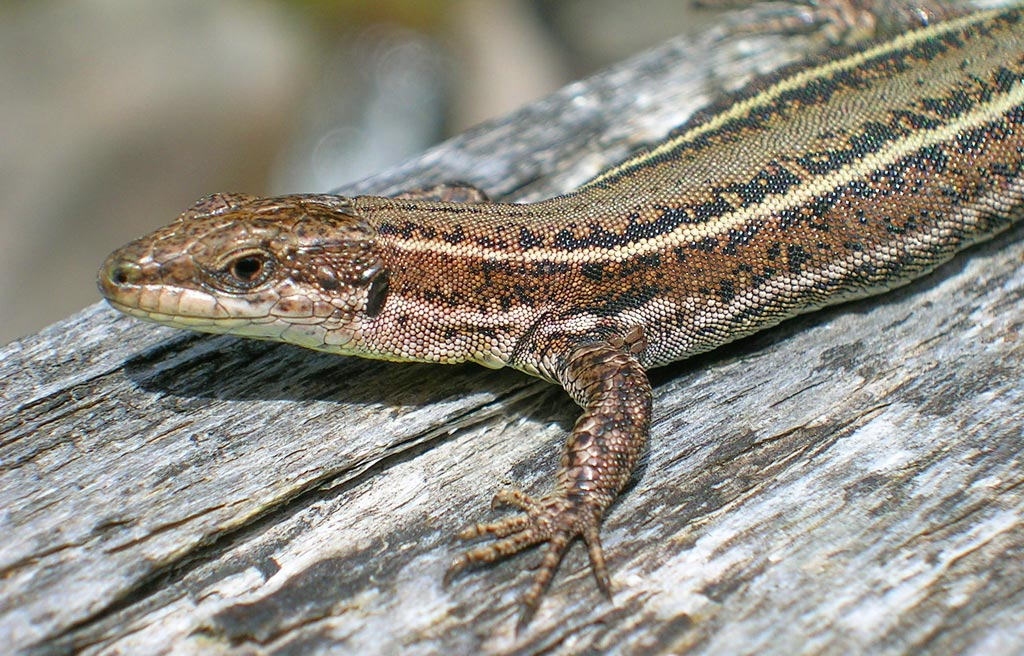
Sargantana ibèrica.

La sargantana ibèrica és freqüent en camps, murs enderrocats, parets d'edificis, marges de carreteres i, fins i tot, el podrem veure en els arbres. Per altra banda, també sovinteja en llocs propers als estatges humans, on, segons que sembla, les poblacions, pel fet de tenir pocs depredadors, poden ser més nombroses i florents que no pas les que viuen al camp, en terreny descobert. La sargantana hispànica abunda amb major freqüència en terrenys rocosos o pedregosos, on compte de forma simultània amb plataformes on prendre el sol i refugis on amagar-se en cas de perill. En zones rurals habita també en cases i murs de pedra que li proporcionen les mateixes característiques, es troba també en àrees de bosc, prada i matoll, encara que algunes activitats humanes associades a l'agricultura extensiva poden haver fet desaparèixer d'algunes zones. Les sargantanes ibèriques no mostren un autèntic comportament territorial. Els exemplars d'aquesta espècie no  hivernen realment, sinó que es mantenen actius la major part de l'any. Només l'existència d'episodis realment freds a l'hivern poden forçar-los a no abandonar els seus refugis durant un temps. Per aquesta raó, l'espècie està absent a les àrees més fredes de la península Ibèrica com el nord-oest d'Astúries i Galícia, així com a les àrees de muntanya per sobre dels 1650 msnm.
En algunes àrees de Catalunya és reemplaçada per la sargantana roquera (Podarcis muralis), bé que es donen nombroses zones de contacte entre ambdues espècies.

## Els ocells

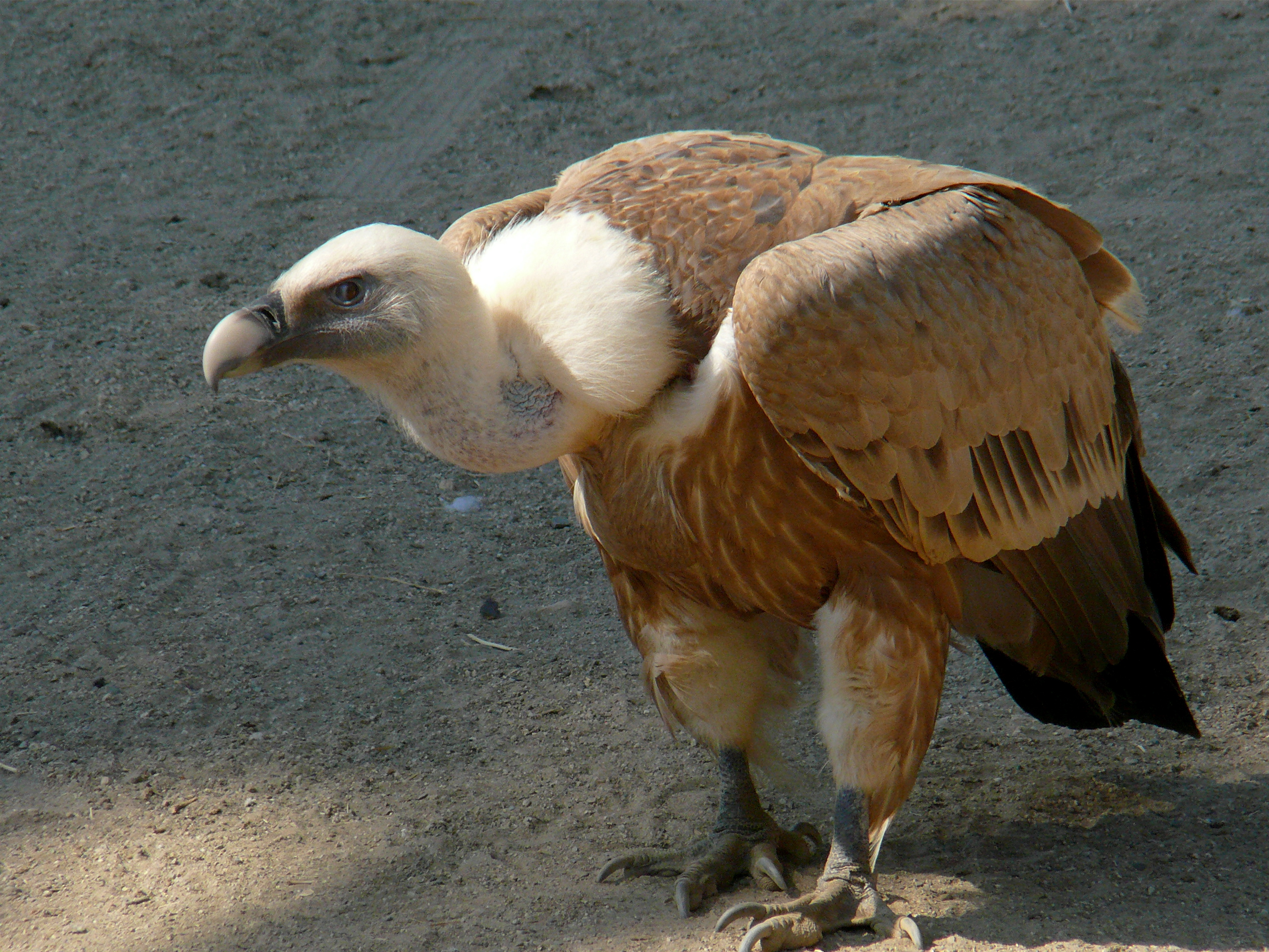
Voltor comú, espècie molt abundant a Catalunya.

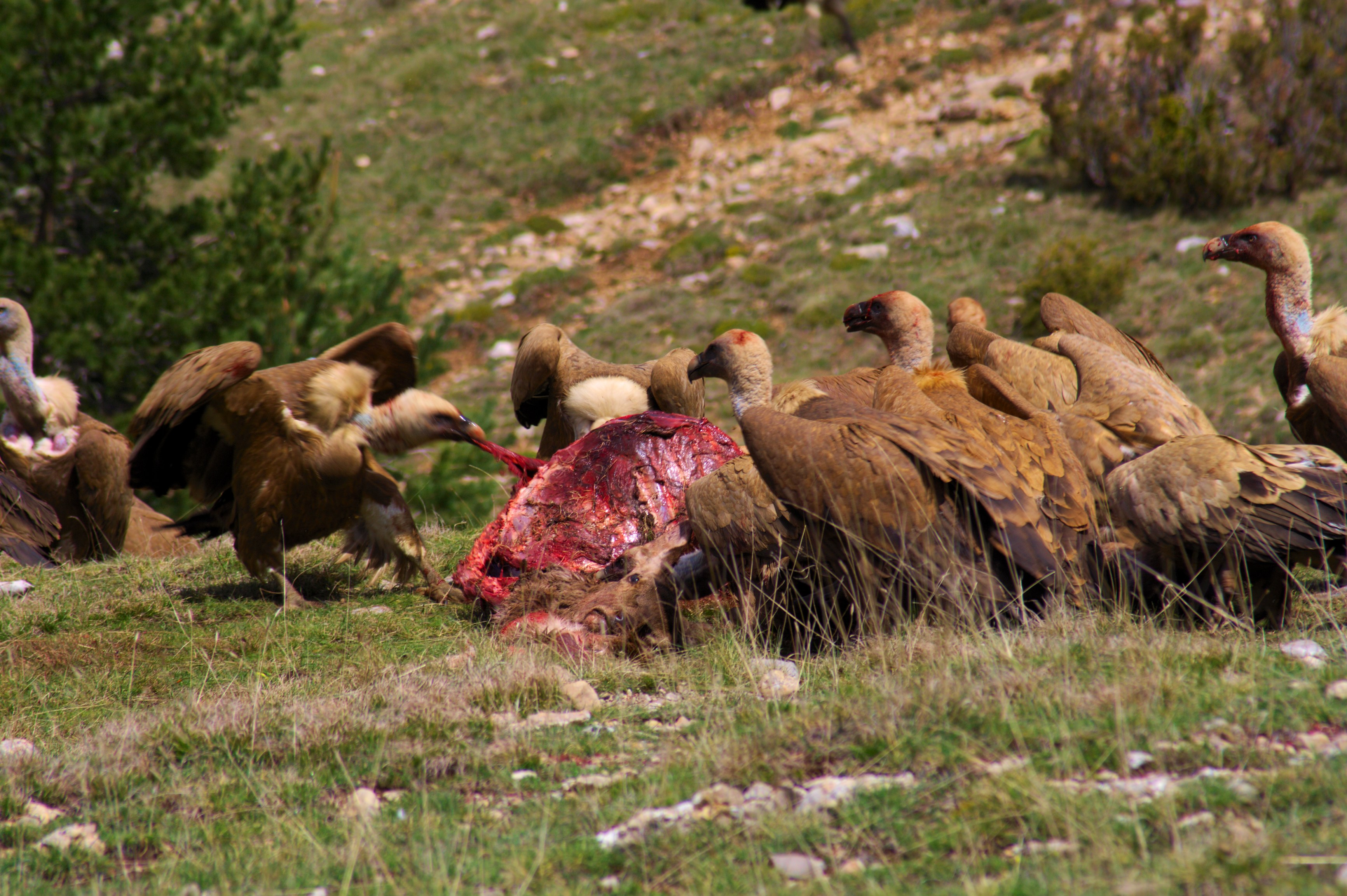
Voltors alimentant-se d'una cérvola a la Reserva Natural de Caça de Boumort, Lleida.

Els ocells conformen la biodiversitat més gran de vertebrats a tot el món. La capacitat de moviment i en molts casos la migració fan que estiguin presents en grans àrees biogeogràfiques. Tanmateix algunes espècies són fidels a la seva zona de nidificació com és el cas del virot (Puffinus mauretanicus), o es troben amb barreres biogeogràfiques que impedeixen el contacte amb espècies del seu gènere en el continent, tal com passa en el xorrec (Sylvia balearica). Aquestes dues espècies són un exemple d'endemismes.
El voltor negre (Aegypius monachus) és el rapinyaire més gran d'Europa i és un dels pocs voltors que s'hi poden trobar, juntament amb el voltor comú, l'aufrany i el trencalòs. Pot arribar als 110 cm de llargària i als 295 cm d'envergadura.
El voltor comú (Gyps fulvus) és una espècie d'ocell de l'ordre dels accipitriformes i de la família dels accipítrids. És una de les majors rapinyaires que es pot trobar a la península Ibèrica, superant en envergadura (fins a 260 cm) fins i tot a l'àguila imperial ibèrica.
Als Països Catalans, encara que escàs i en perill d'extinció, encara n'hi ha algunes parelles als Pirineus, Camarasa i als Ports de Beseit, i és ocasional a les Illes Balears. Als Ports de Beseit i al Prepirineu, el Parc Zoològic de Barcelona té establerts sengles canyets on diposita animals morts pel fet que amb la desaparició de ramats i amb la mecanització del camp ha minvat el nombre de despulles i, conseqüentment, el nombre de voltors comuns. A l'estiu, quan els ramats pugen a les muntanyes del Pirineu, els voltors comuns es dispersen en aquella direcció.

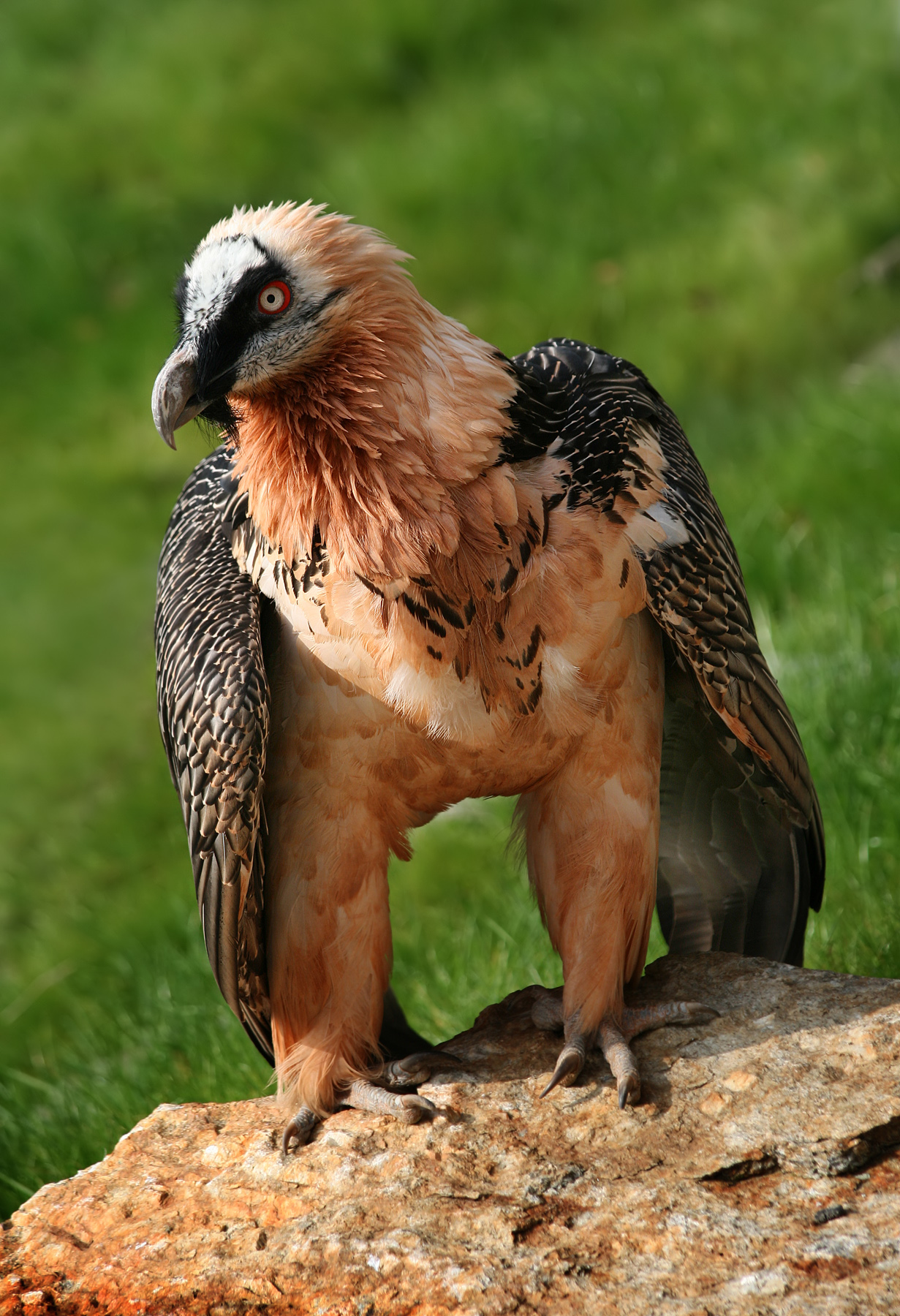
El trencalòs

El trencalòs (Gypaetus barbatus) és una espècie de voltor que presenta moltes diferències amb altres ocells carronyaires semblants. Rep el seu nom del costum que té de remuntar ossos i closques fins a grans alçades per deixar-los caure sobre les roques i menjar-se'n la medul·la del seu interior una vegada han esclatat. Es tracta d'una espècie força amenaçada en amples zones de distribució.
A Catalunya ha sobreviscut en grutes o cornises de les parets dels Pirineus, on hi fa nius amb branques i, sobretot, llana. Se'l pot observar sobrevolant els paratges únics del pirinenc parc d'Aigüestortes, pràcticament l'únic lloc d'Europa on encara hi ha una colònia salvatge amb possibilitats de supervivència.
A Catalunya, cap a començaments del segle xx, l'espècie del trencalòs era present als Pirineus i als Ports de Tortosa. De seguida va desaparèixer d'aquest últim indret i va començar una regressió en sentit est-oest als Pirineus.
A començaments dels anys 80 la població era només d'unes cinc o sis parelles distribuïdes per les comarques de l'Alta Ribagorça, el Pallars Jussà i el Pallars Sobirà. Els principals factors que van causar la greu regressió van ser la utilització de verins, la caça i l'espoli dels nius.
A partir de llavors, es va aprovar el Pla de Recuperació del Trencalòs a Catalunya, que va permetre començar un procés de recuperació i es va arribar als 84 adults l'any 2013, distribuïts entre les comarques de la Vall d'Aran, l'Alta Ribagorça, el Pallars Sobirà, el Pallars Jussà, la Noguera, l'Alt Urgell, la Cerdanya, el Berguedà, el Solsonès i el Ripollès.
El 2015 es va anunciar que podria incrementar-se lentament la població reproductora, tendència que marca la tònica general de l'àmbit de la serralada pirinenca, la població de la qual és l'única que es pot considerar consolidada ara per ara de tota la Unió Europea.
El mussol comú es pot veure sobretot als paisatges mediterranis, amb oliveres, matolls i algun pedreguer. També és freqüent veure'l de dia posant als pals i fils elèctrics. L'òliba comuna a Catalunya n'hi ha a les zones mediterrànies: a les torres de les esglésies i en edificis abandonats, tot i que també aprofita arbres foradats. La gavina corsa viu a la Mediterrània, a alta mar, i cria a les illes, preferentment si són petites i de costes rocalloses. Normalment vol penya-segats i roques a les illes on nia, però, en el cas de la colònia del Principat de Catalunya, s'ha adaptat a un terreny menys vertical, com ara el Delta de l'Ebre.

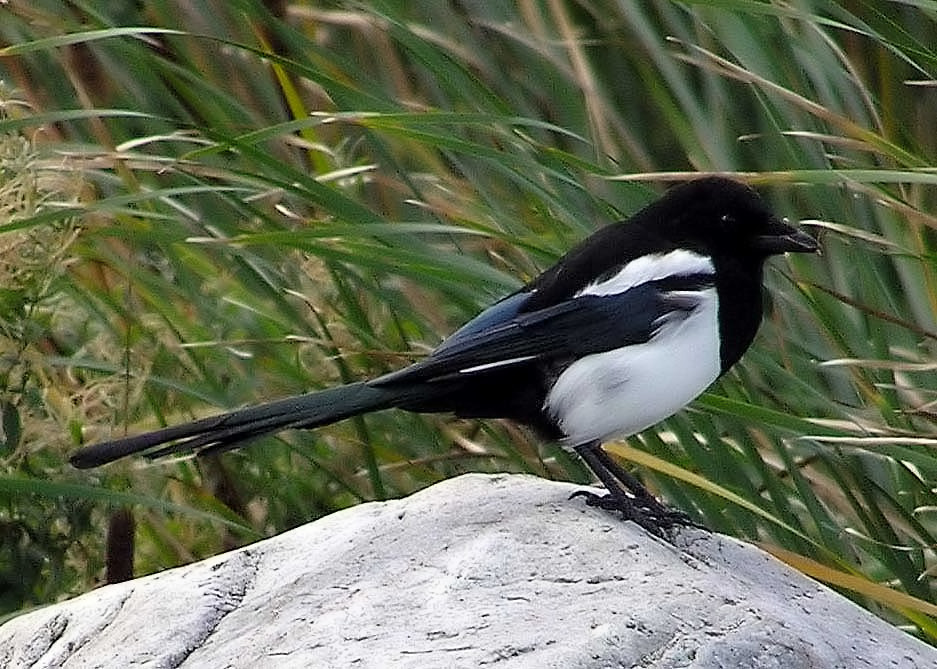
Garsa

La garsa (Pica pica) és un dels ocells més coneguts a Catalunya, sobretot a les zones de conreu i als parcs de les ciutats. Se l'identifica fàcilment pel color, blanc al ventre i a les ales, i negre a la resta del cos, amb irisacions de to blau, verd o morat a les vores de les ales i a la cua. Fa uns 46 centímetres de llargada. Habita tot Europa, excepte a Islàndia, Còrsega, Sardenya i les Balears, a la zona temperada de l'Àsia, a l'Àfrica septentrional i a l'oest de l'Amèrica del Nord. Existeixen nombroses subespècies.

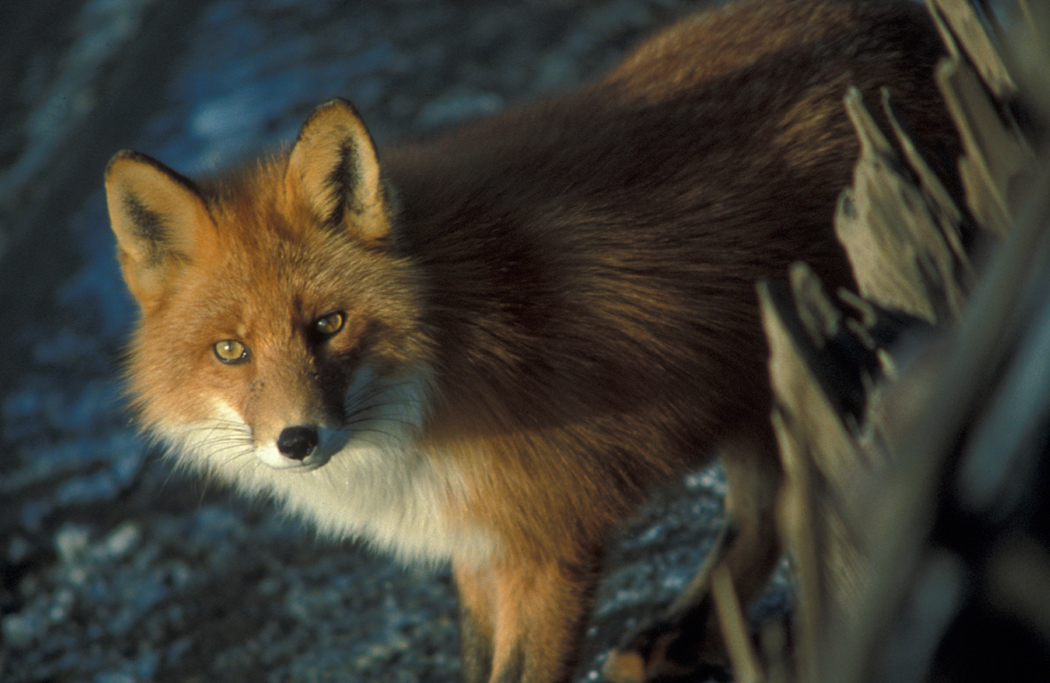
La guineu vermella és molt comuna a tot el territori de Catalunya.

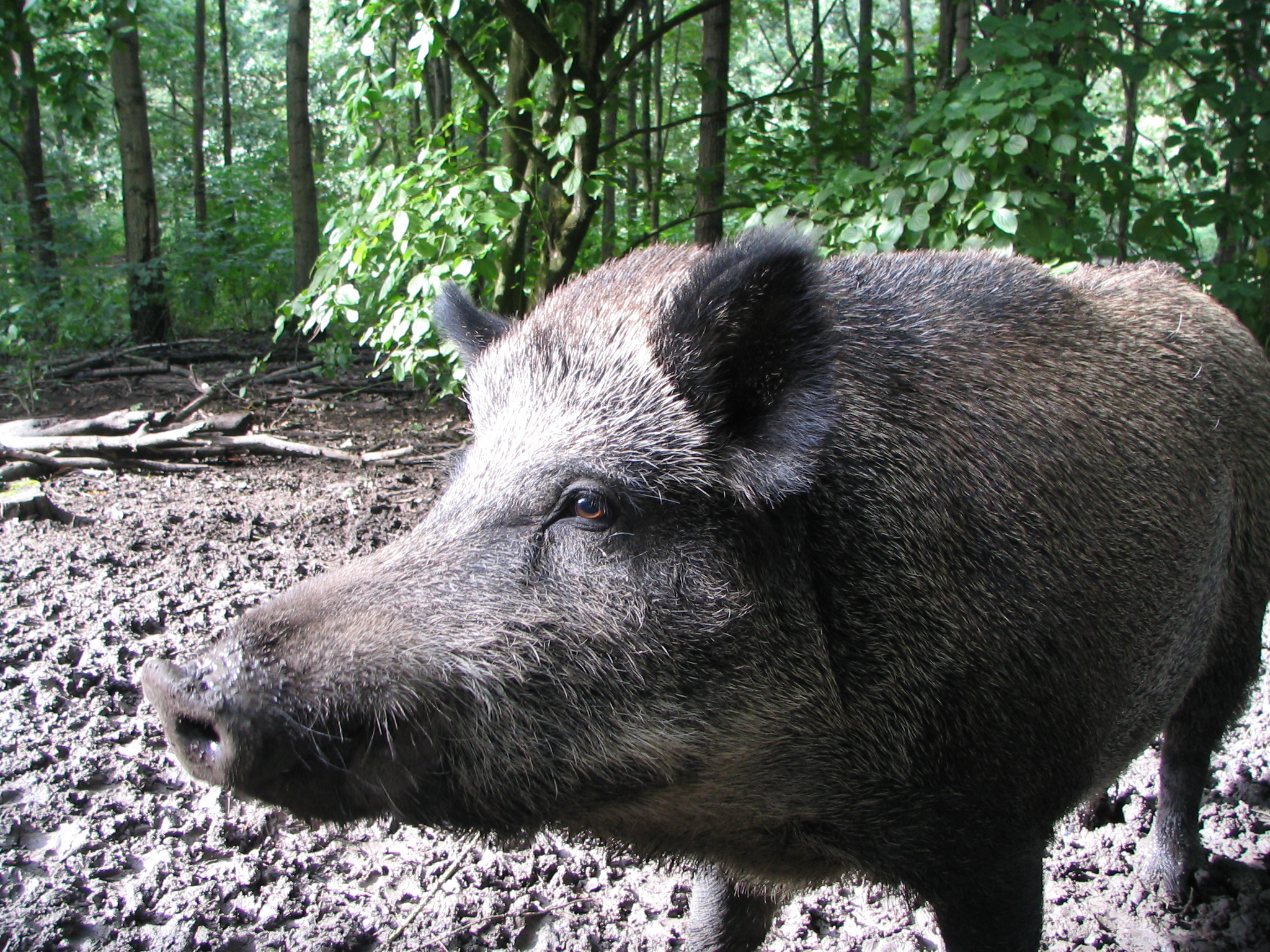
El senglar és tant abundant a Catalunya que s'ha convertit en una plaga.

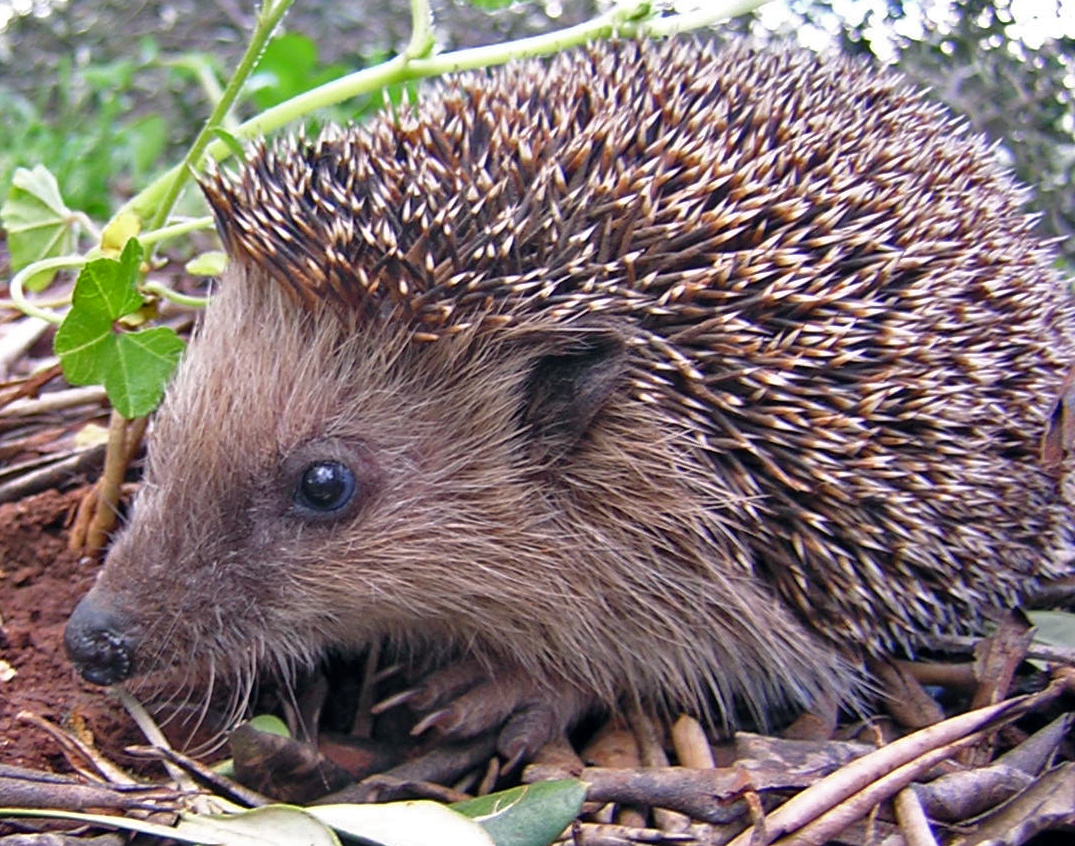
L'eriçó comú és molt abundant a Catalunya i és fàcil de veure a prop de pobles i ciutats.

## Mamífers
Entre els mamífers presents als Països Catalans hi ha representants dels ordres artiodàctils, carnívors, eulipotifles, lagomorfs, macroscèlids, quiròpters i rosegadors. Es troben extints al territori, el linx ibèric (Lynx pardina), i la cabra salvatge dels Pirineus, la subespècie: Capra pyrenaica pyrenaica (extinta completament) aquestes dues espècies són endemismes peninsulars.
Altres subespècies de cabra salvatge ibèrica prosperen amb una població estimada a tota la península Ibèrica d'uns 50.000 exemplars distribuïts en 27 nuclis, un d'ells als Ports de Tortosa- Beseit.
El vell marí (Monachus monachus) i l'os (Ursus arctos) pràcticament han desaparegut del territori si bé l'os ha estat reintroduït pels humans a algunes zones del Pirineu com la Vall d'Aran i zones properes.
El llop (Canis lupus), que va desaparèixer dels Països catalans durant el segle xix, ha anat reintroduint-se de manera natural des de Rússia a Escandinàvia i després cap al sud d'Europa de manera que cap al 2009 s'ha observat de nou al nord de Catalunya (Cerdanya).
La guineu o rabosa (Vulpes vulpes) és molt comuna a tot el territori, els seus hàbits alimentaris omnívors (a l'hivern acostuma a visitar les escombraries) la fan molt adaptable i prolífica. Pot alimentar-se d'individus joves i/o malalts de senglars o àguiles però amb poca incidència en la pràctica.
El senglar ha incrementat moltíssim les seves poblacions per la pràctica absència de depredadors, l'increment de superfície forestal per abandonament d'explotacions agrícoles i l'erradicació de les malalties dels porcs domèstics.

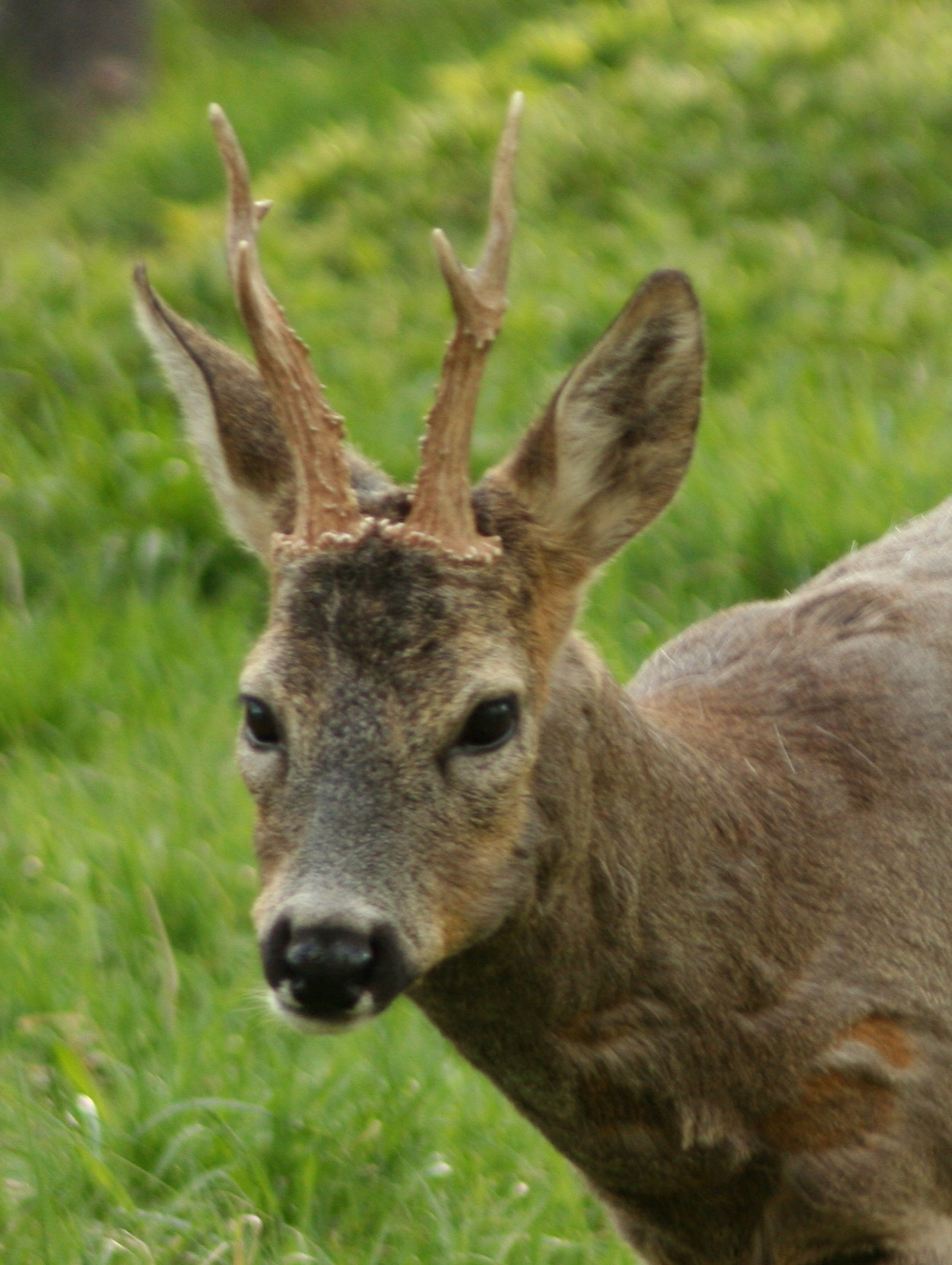
Banyes d'un cabirol adult.

Els conills han experimentat grans fluctuacions en les seves poblacions durant el segle XX per l'aparició de malalties com la mixomatosi primer i les hemorràgies víriques després. L'escassedat o abundància de conills afecta tota la cadena tròfica de la fauna silvestre.
S'han descrit quatre espècies peninsulars del gènere Lepus: Lepus europaeus, L. granatensis, L. castroviejoi i L. schlumbergeri. De lepus granatensis s'han descrit 4 subespècies.
Dins la família dels tàlpids es troba l'almesquera (Galemys pyrenaicus) que està adaptat a medis aquàtics en rierols muntanyencs d'aigües netes i clares, actualment difícils de trobar. La seva àrea va del vessant nord del Pirineu fins a la meitat septentrional de Portugal. És considerat en perill d'extinció.

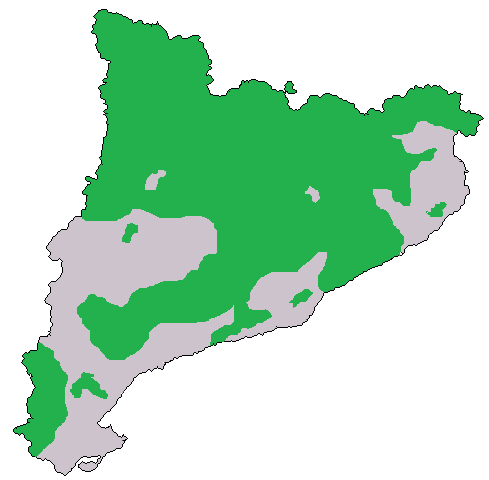
Mapa de distribució del cabirol a Catalunya.

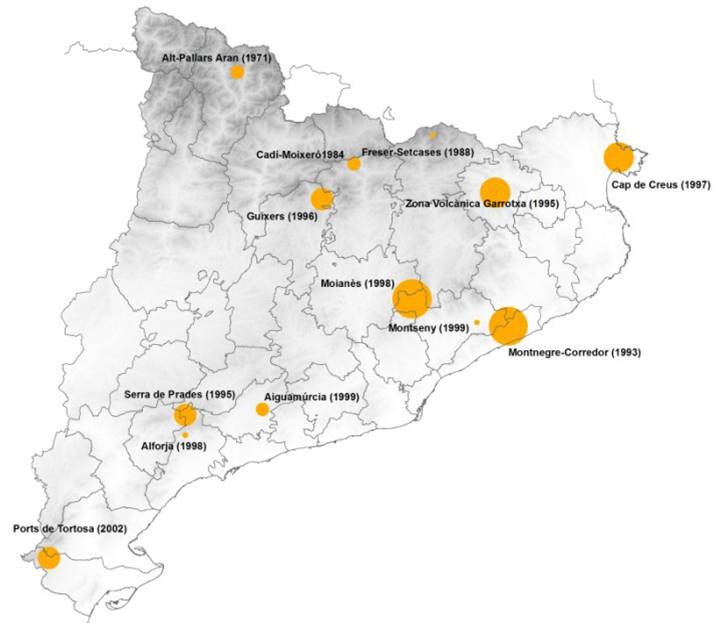
Reintroduccions del cabirol a Catalunya.

El cabirol és un animal predominantment forestal, que surt a camp obert en comptades vegades durant l'estiu per afegir algunes herbes a la seva dieta, basada en el consum de fulles de matolls i arbres baixos, així com baies i brots tendres. Els seus hàbits són crepusculars, es pot observar-lo poques voltes durant el dia, que sol passar amagat entre l'espessa vegetació.
El cabirol és una espècie cinegètica en tota la seva àrea de distribució i la seva caça una activitat molt freqüent sobretot a l'Europa central i a Espanya. En aquest últim país abunda especialment en la part nord, encara que arriba pel sud fins al mar d'Alborán. A la província de Cadis està en regressió a causa de la pèrdua d'arbrat. Aquesta espècie és absent a les illes Balears, així com en altres illes mediterrànies.
Quant a Catalunya, el cabirol és l'espècie de cèrvid més abundant, ja que té poblacions estables per tot el país. Això és degut a les reintroduccions que la Generalitat de Catalunya feu en diverses zones protegides del país, i segons l'últim projecte de cens de cabirol, aquest és present, encara que de forma més o menys abundant, en zones boscoses de totes les comarques de Catalunya.

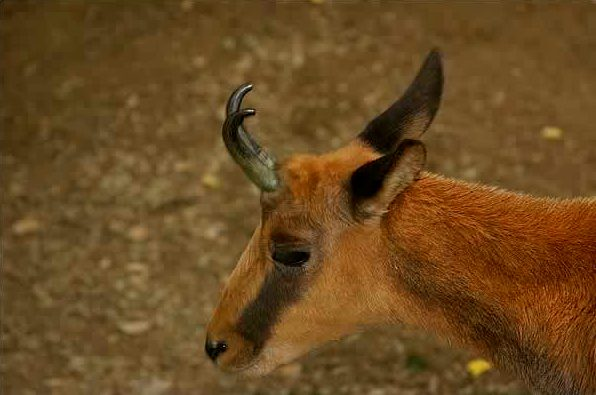
Cap d'isard

L'isard pirinenc (Rupicapra pyrenaica) és un bòvid freqüent als Pirineus. Es troba entre els 400 i els 2.800 m d'altitud, principalment a Andorra, al Cadí-Moixeró, a l'Alt Urgell, al Pallars Sobirà, a l'Alta Ribagorça i a la Vall d'Aran.

## L'os bru als Pirineus

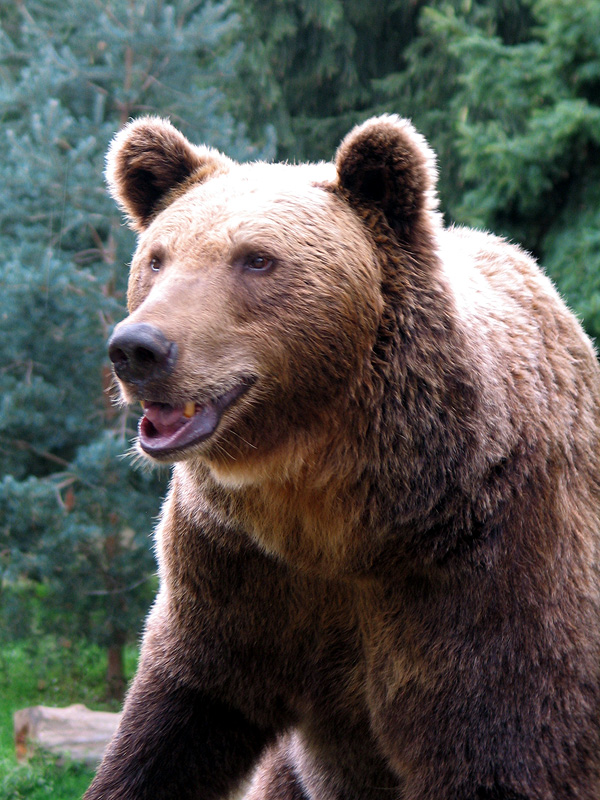
Ós bru als Pirineus, captiu en un parc prop d'Argelés, a la Vall d'Aran.

L'os bru als Pirineus té una presència escassa que va arribar a la pràctica desaparició a la segona meitat del segle xx, raó per la qual l'any 1992 i 1993 la Generalitat de Catalunya, la Diputació General d'Aragó, el Govern de Navarra, el Ministeri de Medi Ambient de França i Icona van elaborar el projecte Fauna amenaçada dels Pirineus per analitzar les espècies en vies d'extinció.
Antigament tenia una forta presència als Pirineus i a la resta de Catalunya, el 1935 per exemple, hi havia encara ossos bruns als ports de Tortosa. Actualment hi ha uns 20 exemplars formats per quatre ossos autòctons, i altres de reintroduits.

### Ossos autòctons
Els ossos autòctons són ossos bruns dels Pirineus, una subespècie de l'os bru europeu (ursus arctos arctos). Actualment hi ha quatre exemplars d'ossos bruns autòctons que es troben principalment entre l'àrea de la Vall de Roncal (Navarra) i Ste Engrace (Bearn) a Occitània fins a la vertical formada pel Parc Nacional d'Ordesa i la població francesa de Tarbes.
Són quatre mascles:
- Camille
- Aspe oest
- Nere (nascut a la Vall d'Aran, fill de Giva)
- Canelito (fill de Nere i Cannelle, ossa morta per un caçador al novembre de 2004)

### Reintroducció
La reintroducció de l'os bru als Pirineus es va iniciar l'any 1996 amb una subvenció del programa Life de la Unió Europea de conservació i protecció d'espècies. Tot i les protestes aquell any es van alliberar a Melles dos exemplars: les osses Giva i Melba, provinents d'Eslovènia.
El Programa de conservació de vertebrats amenaçats dels Pirineus, presentat conjuntament per Catalunya, Aragó, Navarra i França, va ser aprovat l'any 1993 per la Comissió Europea, que incloïa a més el trencalòs i la cabra salvatge i s'havia de dur a terme entre el 1994 i el 1997. El programa implicava la reintroducció d'ossos a la comunitat autònoma de Catalunya i a França i el seguiment de les poblacions relictuals a Aragó i Navarra. La inversió prevista era de 1.100 milions de pessetes, finançada el 75% per la UE.

## Fauna dels boscos mediterranis
La diversitat d'ambients, altituds, orientació, composició del substrat, microclimes, etc. origina una considerable varietat de fauna.
Els mamífers més representatius són: 
- Porc senglar, Cabra salvatge, Rabosa, Teixó, Fagina, Geneta, Mostela, Conill, Eriçó comú, rata cellarda, Musaranya comuna i Ratpenat.

Entre els amfibis podem trobar: 
- Galibat o ofegabous, Gripau d'esperons, tòtil, Gripau comú i Granota verda.

Quant als rèptils: 
- Sargantana cuallarga.
- Colobres: De Ferradura, Bastarda i serp blanca.

Les aus constituïxen el grup més interessant i abundant, destacarem: 
- Gaig, estornell, abellerol, oriol, raspinell

- Rapinyaires diürnes: 
  - Àguila daurada, àguila perdiguera, àguila marcenca, àguila calçada, astor i falcó pelegrí.

- Rapinyaires nocturns: 
  - Gamarús, duc i mussol banyut.

En els barrancs i rius podem trobar: 
- Madrilla, carpa i truita de riu.

## Alguns animals de Catalunya

### Aus
- Àguila daurada
- Duc
- Gall salvatge
- Perdiu blanca
- Perdiu roja
- Perdiu xerra
- Picot negre
- Trencalòs
- Voltor comú
- Voltor negre
- Gavina corsa
- Ànec collverd
- Flamenc
- Cigonya
- Garsa
- Tudó
- Oreneta
- Pardal
- òliba comuna
- Mussol comú
- Falcó pelegrí
- Colom
- Cucut

### Mamífers
- Almesquera
- Conill de bosc
- Eriçó comú
- Esquirol
- Fagina
- Gat salvatge europeu
- Geneta
- Guineu vermella
- Isard
- Cérvol
- Daina
- Cabirol
- Llebre comuna
- Llúdria
- Mart
- Senglar
- Teixó

### Rèptils i amfibis
- Serp verda
- Serp blanca
- Escurçó ibèric
- Serp d'aigua
- Tortuga mediterrània
- Tortuga d'estany
- Tortuga de rierol
- Sargantana ibèrica
- Sargantana cuallarga
- Sargantana roquera
- Sargantana pallaresa
- Sargantana aranesa
- Salamandra
- Gripau comú
- Gripau corredor
- Granota